# Iota Arietis
Iota Arietis (ι Ari / ι Arietis) è una stella di magnitudine +5,11 situata nella costellazione dell'Ariete, distante 520 anni luce circa dal sistema solare.

## Osservazione
Si tratta di una stella situata nell'emisfero celeste boreale; grazie alla sua posizione non fortemente boreale, può essere osservata dalla gran parte delle regioni della Terra, sebbene gli osservatori dell'emisfero nord siano più avvantaggiati. Nei pressi del circolo polare artico appare circumpolare, mentre resta sempre invisibile solo in prossimità dell'Antartide. La sua magnitudine pari a 5,1 fa sì che possa essere scorta solo con un cielo sufficientemente libero dagli effetti dell'inquinamento luminoso.
Il periodo migliore per la sua osservazione nel cielo serale ricade nei mesi compresi fra settembre e febbraio; da entrambi gli emisferi il periodo di visibilità rimane indicativamente lo stesso, grazie alla posizione della stella non lontana dall'equatore celeste.

## Caratteristiche fisiche
La stella è una binaria spettroscopica, la principale, nonostante venga classificata di classe V peculiare appare essere più una gigante gialla; è 3-4 volte più massiccia del Sole ed oltre 200 volte più luminosa, ed il suo raggio è 27 volte quello solare.
A circa 5 U.A. da essa si trova una compagna, una stella di tipo spettrale A di sequenza principale, che le ruota attorno in un periodo di 1568 giorni circa. La magnitudine assoluta complessiva del sistema è di -1,42 e la sua velocità radiale negativa indica che la stella si sta avvicinando al sistema solare.